# Birmingham
Birmingham ([ˈbɜːrmɪŋəm]) kiejtéseⓘ az Egyesült Királyság második legnagyobb saját önkormányzattal rendelkező városa. Az angol ipari forradalom gépházaként szerezte hírnevét, ami oda vezetett, hogy Birminghamet „a világ műhelyeként” emlegessék. A mai napig az Egyesült Királyság exportjának több mint negyede Birmingham térségéből származik.
Birmingham városának népessége hozzávetőleg 1 141 400 fő (2018-es becslés). West Midlands-i városhalmaz részét képezve a népesség már 2 284 093 fő, amelybe olyan szomszédos városokat is beleértenek, mint Solihull, Wolverhampton és az elbűvölő „Black Country” városai.
A birminghami embereket viccesen 'Brumiknak' nevezik, a város becenevéből, Brumból, amely hasonlít a város nevére (Brummagem) helyi dialektussal. Létezik egy jellegzetes, ún. brummie dialektus és kiejtésmód.
Birmingham kulturálisan és etnikailag is színes város. Népességének mintegy 30%-a nem fehér, 70%-a fehér, amelynek 3,2%-a ír származású.[mikor?][forrás?]

## Népesség
| Lakosok száma | 15 000 | 107 000 | 296 000 | 478 000 | 526 000 | 1 113 000 | 996 000 | 977 000 | 1 123 000 | 1 137 100 |
|               | 1700   | 1821    | 1861    | 1891    | 1921    | 1951      | 1981    | 2001    | 2015      | 2017      |

## Története
Írott történelme mintegy ezer évre nyúlik vissza. Akkoriban vált egy apró angolszász, állattenyésztéssel foglalkozó kis faluból jelentős kereskedelmi és ipari várossá.
Környékén a Római Birodalom 400 éves megszállása során számos katonai utat és erődöt építettek. Hódító Vilmos híres Domesday Bookjában találkozunk Birmingham nevével először, 1086-os dátummal, amelyet csak 20 schilling értékű kis faluként említ a maga korában rendkívül népszerűtlen könyv.
A 12. században Birmingham megnyithatta első piacát, amely idővel „Bull Ring” néven vált ismertté. Kedvező fekvésének köszönhetően hamarosan élénk kereskedővárossá nőtte ki magát.
A 16. századra Birminghamben elterjedőben volt a fémipar, hiszen helyben volt a vasérc és a szén is. A 17. században fegyvergyártásáról híres, fontos kézműves várossá lett. Birminghami kézművesek támogatták Oliver Cromwell hadait az angol forradalom alatt.
Az Ipari forradalom idején (a 18. századtól kezdve), Birmingham fokozatosan vált hatalmas ipari központtá. Különbözött a többi angol iparvárostól, mint például Manchestertől, mert ipara sok kis műhelyből állt, nem pedig nagy gyárakból.

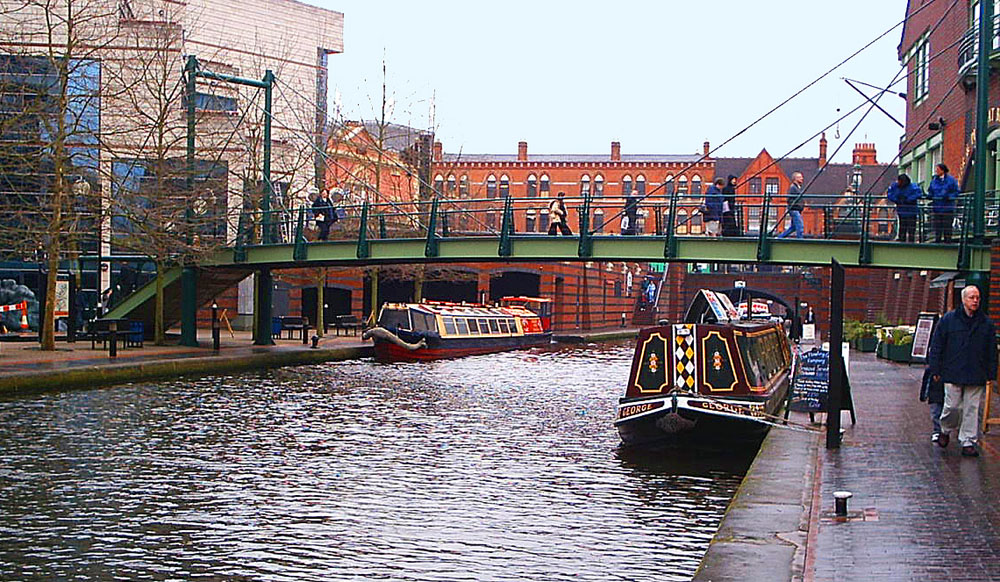
Birmingham-ben hosszabb a csatornahálózat, mint az itáliai Velencében

Az 1760-as évektől hatalmas csatornahálózatot építettek Birminghamen és a Black Countryn keresztül, azért, hogy könnyebben szállíthassák a nyersanyagokat és az elkészült termékeket. Az 1820-as évekre elképesztő méretűvé duzzadt a hálózat, ezért Birminghamről gyakran hallani, hogy hosszabb a csatornahálózata, mint az itáliai Velencéé.
1837-től elindult a vasút Birminghamből, amely hamarosan Britannia minden szegletével összekötötte. A birminghami New Street állomást 1854-ben nyitották meg, amelyet rövidesen a Snow Hill állomás követett.
Viktória brit királynő uralkodása alatt Birmingham népessége gyorsan félmillióra nőtt, ezzel birodalma második legnépesebb városává vált. Szerteágazó iparának köszönhetően az „ezer szakma városa”-ként vált ismertté.
1900-ban megépült első saját egyeteme (University of Birmingham), amely Britannia első ún. „vöröstéglás egyeteme” is lett egyben.
Birminghamet a második világháborúban súlyos német bombázások pusztították, és részben emiatt városközpontja az 1950-es és 1960-as években teljesen újraépült, beton irodaépületekkel, körgyűrűkkel, és a ma sokat csúfolt aluljárókkal. Ennek eredményeképpen Birmingham elhíresült csúnyaságáról, és gyakran csak „betondzsungelként” jellemezték.
Azonban az azóta eltelt években a metropolisz átalakult: felújított terekkel, utcákkal, épületekkel (mint a rendkívül népszerű bevásárlóközpont, a Bull Ring) és csatornákkal. Eltávolították a csúfolt aluljárókat is.
A világháborút követő évtizedekben Birmingham népességének arculata drasztikusan megváltozott a Brit Nemzetközösség országaiból bevándorlók hatására.

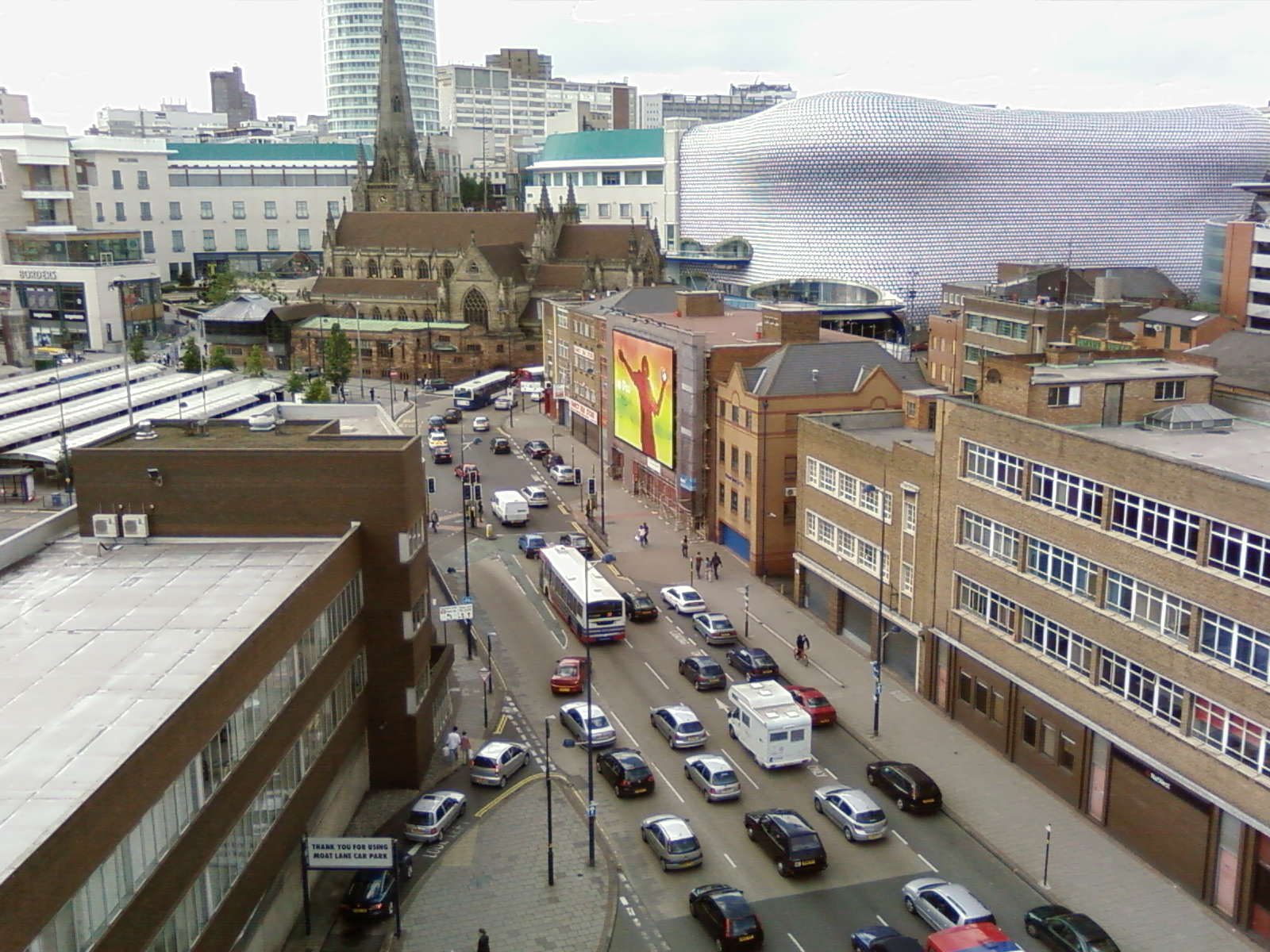
Erős belvárosi forgalom a Bull Ring felé

## Földrajza
Birmingham Anglia földrajztudományi közepétől kicsit nyugatra található, viszonylag magasan, a tengerszinttől 150-200 méterre. Mostanában számos tornádó látogatta, a legutóbbi 2005-ben.
A várostól délnyugatra találhatók a Clent-hegyek és a Walton-hegyek, legmagasabb pontjuk 315 m.

### Éghajlata
| Hónap                                                               | Jan.  | Feb.  | Már.  | Ápr. | Máj. | Jún. | Júl. | Aug. | Szep. | Okt. | Nov. | Dec.  | Év    |
| ------------------------------------------------------------------- | ----- | ----- | ----- | ---- | ---- | ---- | ---- | ---- | ----- | ---- | ---- | ----- | ----- |
| Rekord max. hőmérséklet (°C)                                        | 15,0  | 18,1  | 23,7  | 25,5 | 26,7 | 31,6 | 34,0 | 34,9 | 28,4  | 26,8 | 18,1 | 15,7  | 34,9  |
| Átlagos max. hőmérséklet (°C)                                       | 6,6   | 7,0   | 9,7   | 12,1 | 15,8 | 18,6 | 21,4 | 21,0 | 17,8  | 13,7 | 9,5  | 7,3   | 13,4  |
| Átlagos min. hőmérséklet (°C)                                       | 1,1   | 0,9   | 2,4   | 3,5  | 6,2  | 9,2  | 11,5 | 11,2 | 9,1   | 6,3  | 3,4  | 2,0   | 5,6   |
| Rekord min. hőmérséklet (°C)                                        | −20,8 | −13,6 | −11,6 | −6,6 | −3,8 | −0,8 | 1,2  | 2,2  | −1,8  | −6,8 | −8,6 | −18,5 | −20,8 |
| Átl. csapadékmennyiség (mm)                                         | 64    | 48    | 50    | 44   | 50   | 60   | 46   | 60   | 56    | 55   | 59   | 67    | 660   |
| Havi napsütéses órák száma                                          | 50    | 60    | 102   | 129  | 178  | 186  | 181  | 167  | 134   | 97   | 64   | 47    | 1395  |
| Forrás: KNMI, NOAA (Relative humidity, snow days and sun 1961–1990) |       |       |       |      |      |      |      |      |       |      |      |       |       |

| Hónap                         | Jan. | Feb. | Már. | Ápr. | Máj. | Jún. | Júl. | Aug. | Szep. | Okt. | Nov. | Dec. | Év   |
| ----------------------------- | ---- | ---- | ---- | ---- | ---- | ---- | ---- | ---- | ----- | ---- | ---- | ---- | ---- |
| Átlagos max. hőmérséklet (°C) | 6,7  | 7,1  | 9,8  | 12,7 | 16,0 | 19,0 | 21,3 | 20,8 | 17,8  | 13,6 | 9,5  | 6,9  | 13,5 |
| Átlagos min. hőmérséklet (°C) | 1,4  | 1,1  | 2,9  | 4,2  | 7,1  | 10,0 | 12,1 | 11,8 | 9,7   | 6,8  | 3,8  | 1,6  | 6,1  |
| Átl. csapadékmennyiség (mm)   | 73   | 51   | 56   | 62   | 61   | 66   | 64   | 67   | 68    | 83   | 75   | 80   | 805  |
| Havi napsütéses órák száma    | 55   | 74   | 108  | 149  | 178  | 181  | 194  | 180  | 140   | 105  | 64   | 52   | 1478 |
| Forrás: Met Office            |      |      |      |      |      |      |      |      |       |      |      |      |      |

## Gazdasága
Birmingham fontos ipari és gépészeti központ, ahol több mint 100 000 embert alkalmaznak, és amely több milliárd font sterlinggel járul hozzá a nemzetgazdasághoz. Az Egyesült Királyság exportjának több mint negyede származik Birmingham környékéről.

## Építészete
Annak ellenére, hogy Birmingham már több mint ezer éve létezik, a mai város túlnyomó részt a 18., 19. és 20. század eredménye, mivel a igazi fejlődése csak az ipari forradalom után kezdődött. Ennek megfelelően viszonylag kevés épület maradt fent korábbról.
A középkori Birmingham emlékeit csak a legrégibb épületeknél fedezhetjük fel, mint amilyen a Bullringnél található Szent Márton-templom, melynek helyén már legalább a 12. század óta templom állott. A jelenlegi templomot az 1870-es években jelentősen átépítették. Ezen kívül még néhány olyan épületet találni a középkorból és a Tudorok korából, mint a „The Old Crown public house” Digbeth kerületében, a 15. századi „Saracen's Head public house” és az „Old Grammar School” Yardley kerületében.

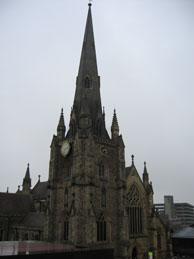
A Szent Márton-templom

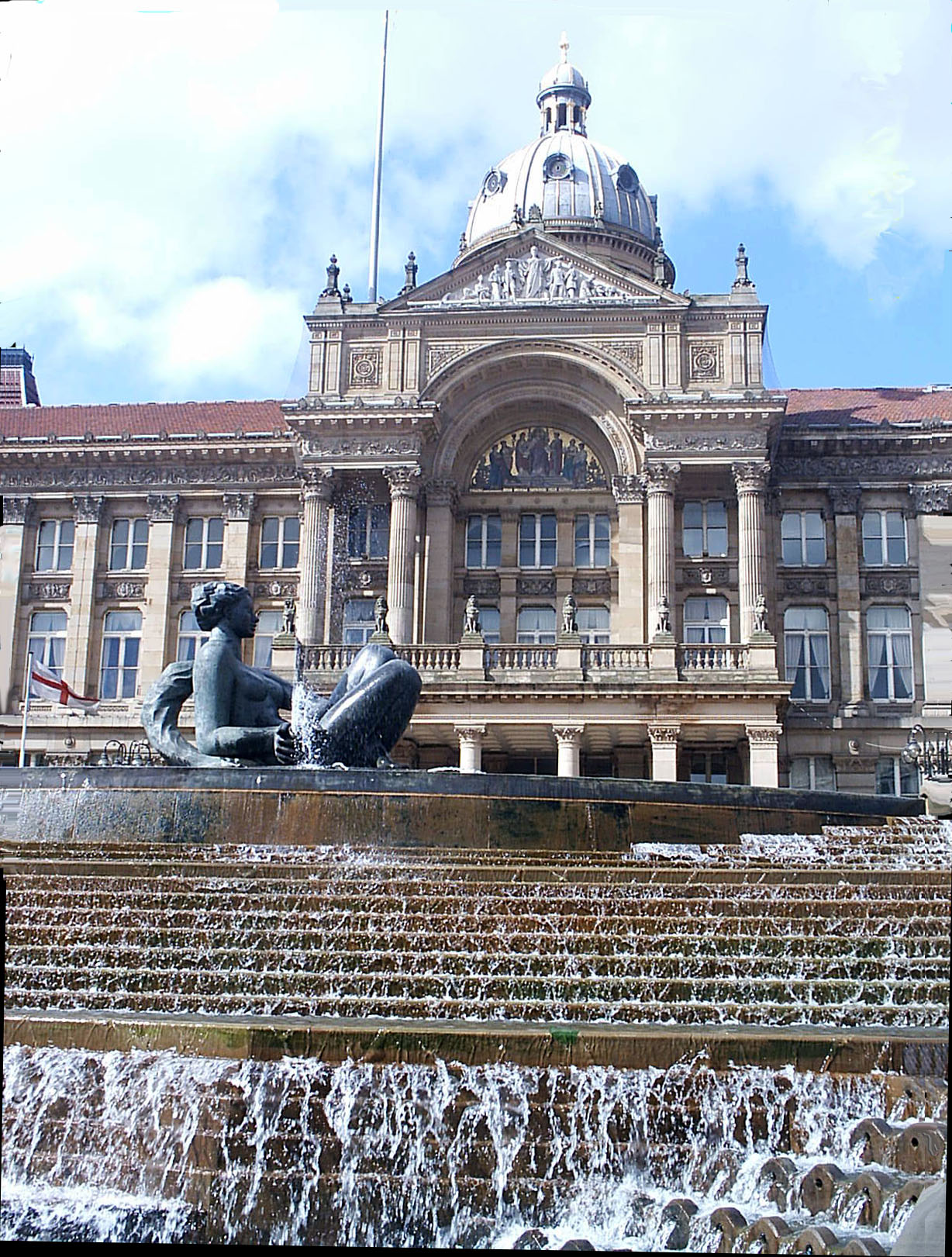
A birminghami tanácsháza, Dhruva Mistry szobrával, 'A folyó'-val, amit leginkább csak úgy emlegetnek, hogy 'céda a dzsakuzziban')

Számos épület maradt fenn a – György nevű királyokról elnevezett – Györgyök korából. Ilyen például a Szent Fülöp-katedrális (St Philip's Cathedral), a Szent Pál-templom (St Paul's Church), a Soho Ház (Soho House) Handsworth városrészben, Matthew Boulton otthona, a Perrott's Folly nevű torony (amely állítólag, később J. R. R. Tolkien írót inspirálta) és a Városháza épülete.
Viktória királynő idejében városszerte hatalmas építkezések történtek. Olyan középületeket emeltek ekkor, mint a Bíróság, a Tanácsháza (lásd a képen) és a Művész Galéria (the Museum & Art Gallery), sokukat Joseph Chamberlain, angol üzletember, politikus és egyben birminghami polgármester védnöksége alatt. A Szent Csád-katedrális (Saint Chad's Cathedral) volt az első olyan katolikus templom, amely a reformáció után épült, 1839-ben. A viktoriánus kor jellemző építőanyaga Birminghamben és másutt is, a vörös tégla, a terrakotta. Ekkoriban terjedtek el az egész városban azok a téglából épült, ikerházszerű épületekből kirajzolódó utcasorok, melyek egyébként annyira jellemzőek az angol városok arculatára.

## Híres lakosai
- Neville Chamberlain, J. R. R. Tolkien, Ozzy Osbourne és a Black Sabbath csak néhány név a Birminghammel kapcsolatba hozható hírességekből.
- Bernard Longley, 2009-től Birmingham érseke.

## Sport

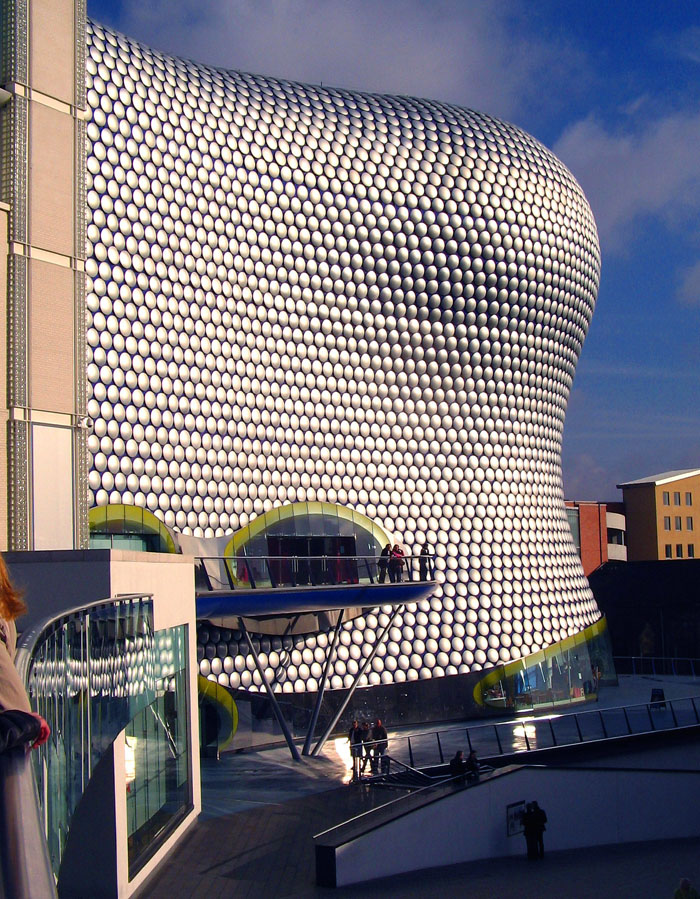
Az új Selfridges épület a Bull Ringben

A városban található két olyan labdarúgóklub is, amelyek az Egyesült Királyság legrégebbi klubjai közé tartoznak: az Aston Villa (1874) és a Birmingham City (1875). Mindkét csapat mindvégig az angol első osztályban, a Premier League-ben szerepelt, egészen a 2005–2006-os bajnokságig, amikor a Birmingham City lesüllyedt a másodosztályba (Coca Cola Championship). A világ legelső profi labdarúgó bajnokságát Astonban szervezték, 1885. március 22-én, az Aston Villa akkori igazgatója, William McGregor védnökségével.
Birminghamben találunk még számos rögbi-, kosárlabda-, ökölvívó- és jégkorongcsapatot, valamint ellátogathatunk agárversenyekre és krikettmeccsekre is. A térség legrégebbi krikettklubja a Warwickshire CCC, de itt van a hazai pályája a The Hundred krikettbajnokságban szereplő Birmingham Phoenixnek is.
A várost a motorsportok hazájának is nevezik, mivel itt rendezik a világ egyik legszínvonalasabb autós és motorsport kiállítását.

## Kultúra és művészetek

### Zene
A heavy-metal egyik úttörő bandáját, a Black Sabbath zenekart is Birminghamben alapították. Híres birminghami együttes az 1980-as évekből többek közt a UB40, a Duran Duran és a Napalm Death.
1998-ban a város adott otthont az Eurovíziós Dalfesztiválnak. Ez volt idáig az utolsó alkalom, hogy az Egyesült Királyságban került megrendezésre a verseny.